# Flavoperla
Flavoperla is een geslacht van steenvliegen uit de familie borstelsteenvliegen (Perlidae). De wetenschappelijke naam van het geslacht is voor het eerst geldig gepubliceerd in 1929 door Chu.

## Soorten
Flavoperla omvat de volgende soorten:
- Flavoperla biocellata Chu, 1929
- Flavoperla dao Stark & Sivec, 2008
- Flavoperla hagiensis (Okamoto, 1912)
- Flavoperla hatakeyamae (Okamoto, 1912)
- Flavoperla hmong Stark & Sivec, 2008
- Flavoperla lineata Uchida, 1990
- Flavoperla lucida (Klapálek, 1913)
- Flavoperla okamotoi (Zhiltzova, 1979)
- Flavoperla ovalolobata (Wu, 1948)
- Flavoperla pallida Stark & Sivec, 2008
- Flavoperla thoracica (Okamoto, 1912)
- Flavoperla tobei (Okamoto, 1912)